# 레미제라블 디 오리지널
레미제라블 디 오리지널(Die Elenden, Les miserables )은 프랑스에서 제작된 쟝폴세노아즈 감독의 1958년 드라마 영화이다. 장 가뱅 등이 주연으로 출연하였다.

## 출연

### 주연
- 장 가뱅
- 베르나르 블리에